# ヤマハ・ギア
ギア（GEAR）は、ヤマハ発動機が生産販売しているビジネススクータータイプのオートバイ（原動機付自転車）で、各種配達業務における乗降や荷物の積み卸しの容易さ、積載時の走行性能、高い耐久性などを主な特徴とする業務用スクーターである。

## 概要

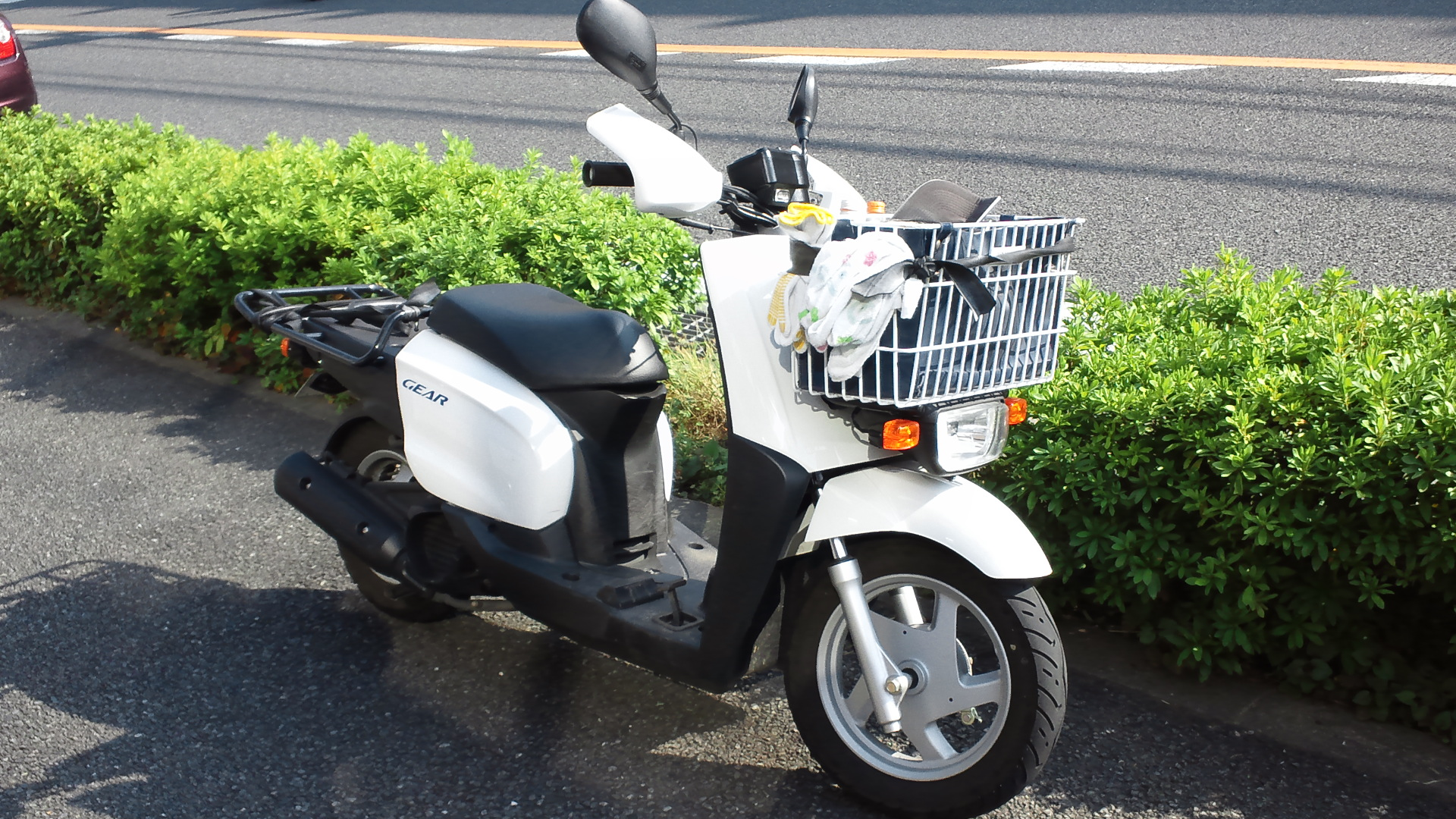
ニュースギアBA50N(2007年式)

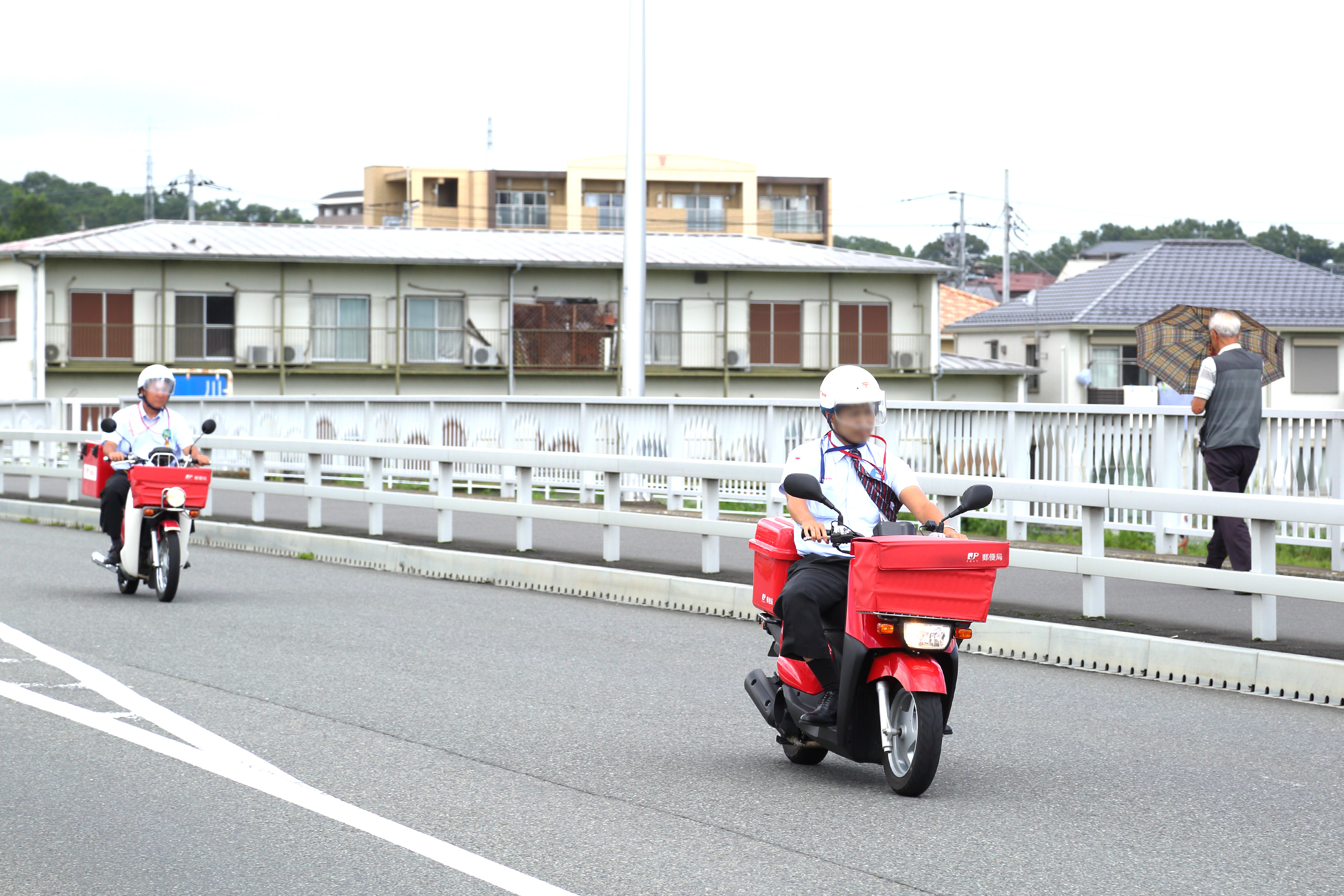
郵便配達業務車に使用されるヤマハ・ギア（前方の車両）

ヤマハは1960年代以降、ビジネス用小排気量オートバイとして、MF-1（1960年）を源とするアンダーボーンフレームのマニュアルトランスミッション車「メイト」シリーズを生産販売してきた。しかし1990年代になると、宅配ピザ店の登場など宅配小口化が進み、業務用バイクの需要が伸びる一方、配達や営業・外交でオートバイを使用するユーザー層は、オートマチックトランスミッションのファミリーバイク・スクーターに親しんだ女性や若者が中心を占めるようになり、これまでのアンダーボーンフレームのビジネス車ラインナップとはそぐわない状況が生まれつつあった。
こうした社会の変化を受けてヤマハは1994年、次の4業務をメーンターゲットに設定し、他社を含めた在来車種にない工夫を盛り込んで、女性や若年層に扱いやすく業務用に適した専用バイク「ギア」を開発した。
- 銀行などの営業・サービス業務
- パート、アルバイトによる新聞配達業務
- 飲食店の出前・ケータリング業務
- 酒・米などの配達業務

大積載量と頻繁な乗り降りのしやすさを両立した車体を目指し、剛性確保には不利なスクータータイプとしながらも、パイプ径を太くしてフロアパネル下のフレームを3本支持とすることで、通常のスクーターの約2倍の剛性を確保。パワーのある空冷2サイクル49ccエンジンと、ジャイロ効果が高いフロント12インチ、リア110/90-10大径・幅広タイヤを採用し、ホイールは軽量でチューブレスタイヤ装着可能かつブレーキ放熱性のよいアルミダイキャスト製とした。
また荷物満載時の操縦性への影響を最小限に抑えるため、前後重量配分を最適化するとともに、オプションのフロントバスケットを装着する場合は、積載物の重さでハンドルを取られることがないようボディマウントとし、リアデッキをメイトより約90ミリ低い地上620ミリとして積み卸しの便を図った。リアデッキの積載量は20キロ。車体を持ち上げることなく直立したまま簡単にスタンドがけ・解除ができる「パーキングスタンド」装備車種も用意。さらに会社名・店名の文字入れがしやすいようボディーカラーは白のみとし、マーキングを簡単にオーダーできるシステムも用意した。
1994年9月1日の初代モデルは、BA50、BA50S（らくらくパーキングスタンド装備）、BA50ST（らくらくパーキングスタンド・一体型リアボックス装備）の3車種。さらに「ボルトオンパーツ」としてオプションで用意していた大型リアキャリアやニュースメイト用大型フロントバスケットを標準装備し、手元灯などを追加した新聞配達仕様ニュースギアBA50Nが1996年6月1日に発売された。
使い勝手や機能性が支持されて配達業務から地方でのコミューター用途まで幅広く普及しており、日本郵便の郵便配達業務車としても納入が進んでいる。2016年には、業務用スクーターのパイオニアとして市場の開拓に貢献した実績を評価され、同社製オートバイとしては「SR400」に続く「グッドデザイン・ロングライフデザイン賞」を受賞した。

## モデル一覧
1994年 - 1999年（初代）
型式4KN。1994年9月1日発売。初代は当時のヤマハ製スクーターに広く採用されていた横型シリンダーエンジンではなく、3AA型BW'S50に採用されたエンジンをベースとした50cc縦型シリンダー2ストロークエンジンを搭載した。当時主流となりつつあったメットイン機構を採用せず、シート下のスペースは9リッターの大容量ガソリンタンクとした。接地面の広いパーキングスタンドやルーフ、リアトランクなどを仕様別に用意して、幅広い業種のニーズに応えるべくラインナップが展開された。
1999年 - 2007年（2代目）
型式UA03J。1999年12月1日発売。平成10年排出ガス規制に対応して排出ガス浄化装置を採用し、リアブレーキのドラム径を110mmから130mmに拡大するなどの変更を行った。2004年8月5日にはカスタム仕様であるギアBA50Cが発売されたが、これは外装色のバリエーションを設定し、クロムメッキを施したパイプハンドルやメーター類、小型化されたフロントフェンダーなどを採用し、ストリートカスタムを強く意識した内容となっている。
2007年 - 2015年（3代目）
型式UA06J。2007年10月12日にフルモデルチェンジされ、生産が台湾山葉機車工業に移管された。車体デザインはフロントと荷台部分に大きな変更を受け、新たにマルチリフレクタ式ヘッドライト、ヘッドライトステーを兼ねたフロントキャリア等が採用された。エンジンは自動車排気ガス規制の強化に対応するために4ストロークエンジンが搭載され、フューエルインジェクション化された。最初期モデルにはホイール脱落、燃料ポンプ不良などのトラブルが多発したが早い段階で対応がほどこされ、後にマイナーチェンジ時に全て対応が完了している。同時に車体エンブレムがガンメタリック→ブルーに変更されている。
2015年 - （4代目）
型式UA07J/UA08J。2015年5月25日に3車種ともモデルチェンジし発売される。燃料噴射装置の『O2フィードバック制御』により燃費を向上させ、エンジン出力や登坂時の性能も適正化させた。UA06から更に改良が施されクランクシャフト等にも変更が加わりエンジン本体の信頼性が向上している。またサイドスタンドとニュースギアのリヤキャリアが形状変更される。2017年5月29日のマイナーチェンジでは平成28年環境規制対応により型式はUA08Jとなるが諸元と価格に変更はない。